# Fort Gaines (Géorgie)
Pour les articles homonymes, voir Fort Gaines.
La ville américaine de Fort Gaines est le siège du comté de Clay, dans l’État de Géorgie. Lors du recensement de 2010, sa population s’élevait à 1 107 habitants.

## Démographie
| 1870 | 1880 | 1890  | 1900  | 1910  | 1920  |
| ---- | ---- | ----- | ----- | ----- | ----- |
| 758  | 867  | 1 097 | 1 305 | 1 320 | 1 237 |

| 1930  | 1940  | 1950  | 1960  | 1970  | 1980  |
| ----- | ----- | ----- | ----- | ----- | ----- |
| 1 272 | 1 357 | 1 339 | 1 320 | 1 255 | 1 260 |

| 1990  | 2000  | 2010  | - | - | - |
| ----- | ----- | ----- | - | - | - |
| 1 248 | 1 110 | 1 107 | - | - | - |

## Source
- (en) Cet article est partiellement ou en totalité issu de l’article de Wikipédia en anglais intitulé « Fort Gaines, Georgia » (voir la liste des auteurs).